# Iris Kramer
Iris Kramer (* 1960 als Iris Timmermann) ist eine deutsche Jazzmusikerin (Flügelhorn, Trompete).

## Leben und Wirken
Iris Kramer studierte von 1980 bis 1987 Musik, Musiktherapie, Jazz und Psychologie und Pädagogik an der Universität Hamburg sowie an der Musikhochschule Hamburg und in Groningen. Sie schrieb ihre Abschlussarbeit über „Instrumentalistinnen im Jazz in Deutschland“. 1984 war sie eine der Gründerinnen der bis 1989 bestehenden Bigband Reichlich weiblich, für die sie auch zahlreiche Kompositionen beisteuerte. Sie spielte u. a. auf dem North Sea Jazz Festival  in Den Haag und dem Donauinselfest Wien. Daneben leitete sie das Projekt „Mädchen machen Musik“ der Hamburger Kulturbehörde. 1990 gründete sie ihr eigenes Quintett so what? und arbeitete in zahlreichen Musical- und Theaterproduktionen mit dem Thalia Theater Hamburg in Paris und Wien und dem Schmidt’s Tivoli. 1999 gründete sie die Band Blue Brasil mit der sie 2004 und 2006 auf Island tourte. Dort lebte und arbeitete sie von 2006 bis 2009, unterrichtete und konzertierte.
Kramer hat drei Söhne und lebt in Hamburg. Seit 2009 unterrichtet sie am Gymnasium Ohmoor Musik und Psychologie. Sie ist auch die Fachleitung für Musik und Psychologie und leitet die Musikschule Ohmoor.

## Diskografische Hinweise
- Reichlich Weiblich Live At Moers Festival ’87 (Moers Music)
- So What Best of … (1999)
- Children’s Games (2002)
- Hrólfur Vagnsson & Blue Brasil (2002)